# Успіх (Міякинський район)
Успі́х (рос. Успех, башк. Успех) — присілок у складі Міякинського району Башкортостану, Росія. Входить до складу Зільдяровської сільської ради.
Населення — 55 осіб (2010; 61 в 2002).
Національний склад:
- росіяни — 80%